# Menschen aus Eisen

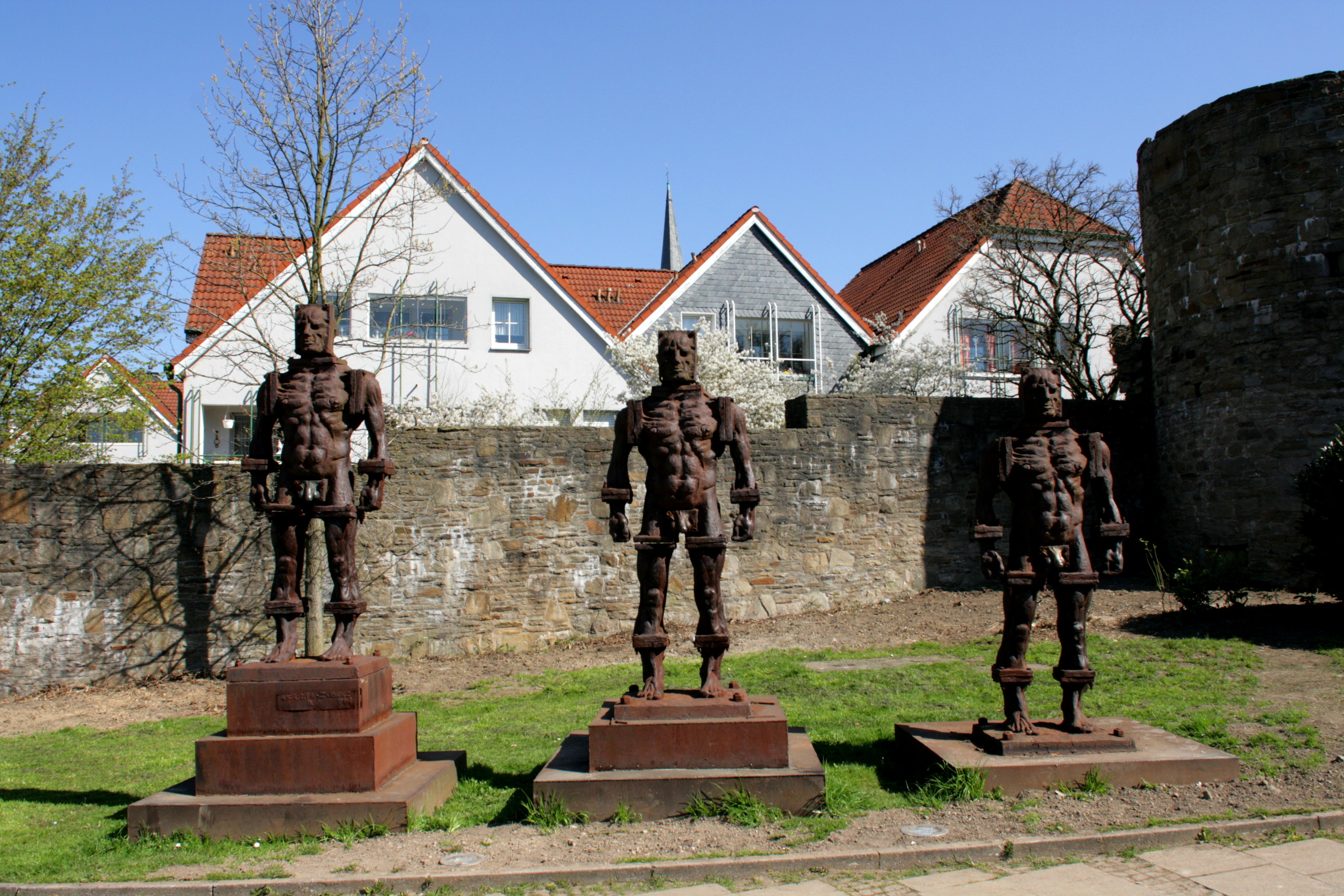
Die Menschen aus Eisen an der Hattinger Stadtmauer

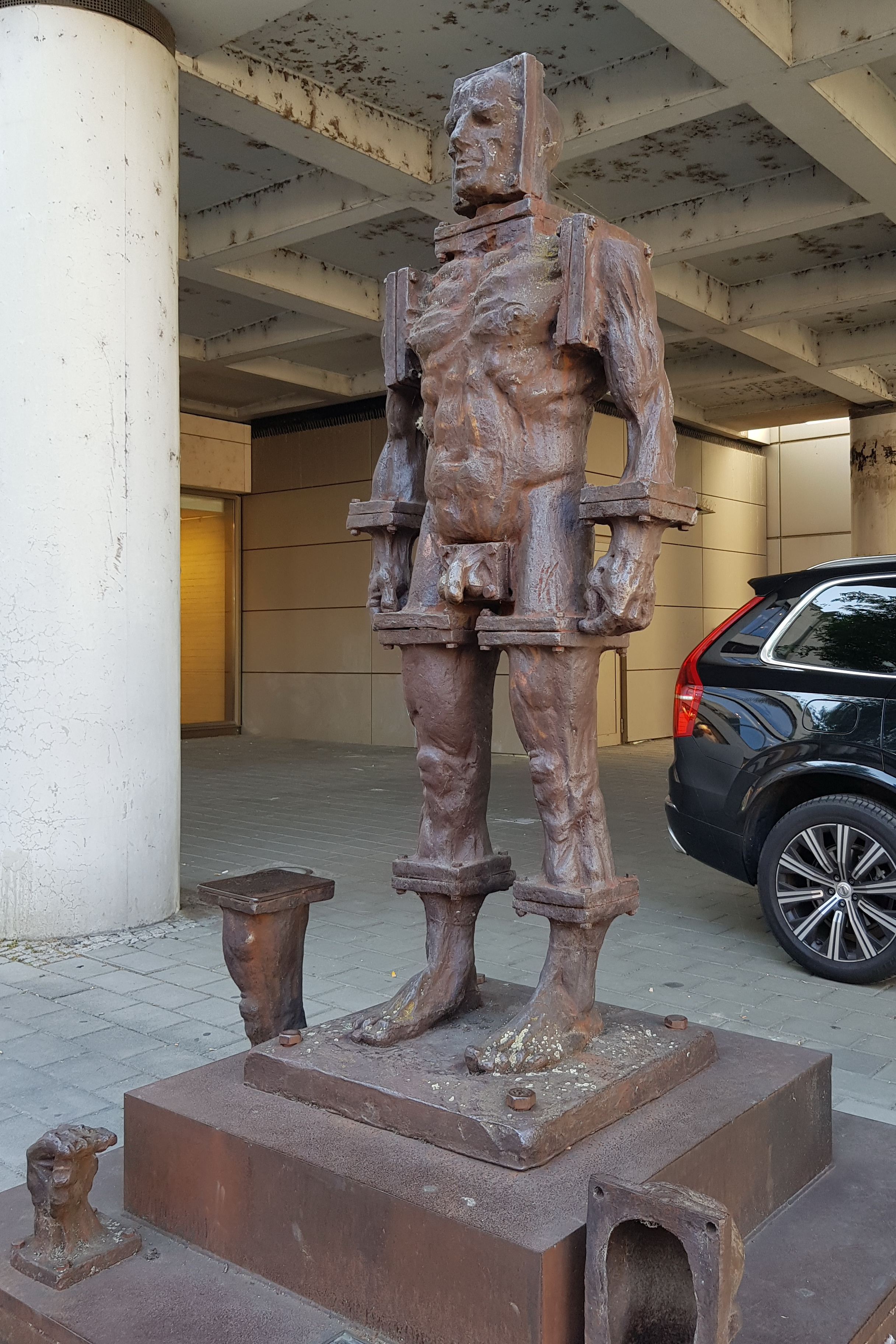
Eisenmann in Mainz

Die Menschen aus Eisen sind eine etwa 2,40 m hohe mehrteilige Eisenskulptur des polnischen Bildhauers Zbigniew Frączkiewicz aus dem Jahr 1996. 

## Geschichte
Zum 600-jährigen Jubiläum der Stadt Hattingen wurde 1996 in Zusammenarbeit mit dem Kunstverein Hattingen eV auf dem Gelände der ehemaligen Henrichshütte ein Kreis von 12 Eisenmännern zunächst als „Denkmal auf Zeit“ aufgestellt. Drei weitere Eisenmänner wurden an der alten Hattinger Stadtmauer aufgestellt.
Die jeweils 600 kg schweren Figuren sollten an den Kampf um den Erhalt des Stahlstandorts erinnern. Wegen ihrer Nacktheit äußerte der Ausländerbeirat der Stadt Hattingen Bedenken. Unbekannte veralberten die Kunst und hängten den Eisenmännern Unterhosen oder Kondome um. Einige Male wurde von Skulpturen der Penis entfernt.
Die drei Figuren an der Stadtmauer wurden für jeweils 20.000 DM für Hattingen erworben. Die Kosten des ersten Eisenmanns übernahm die Volksbank Hattingen eG, der zweite wurde mit Spenden von Hattinger Bürgern bezahlt und den dritten finanzierte die Bauunternehmung Schack. 
Im Jahr 2020 wurden von einer Initiative aus Kulturinteressierten und Sponsoren und dem Kunstverein Hattingen acht der Eisenmänner von dem Künstler erworben und wieder vor dem ehemaligen Hüttenwerk aufgestellt.
Weitere Exemplare sind unter anderen Namen bekannt. So befindet sich in Mainz der fast 3 Meter hohe Antimensch, im polnischen Gorzów Wielkopolski der Swinster und in Frankfurt der Bulbul-Mann. Auch vor dem Alten Rathaus Hattingen steht ein Eisenmann, doch ist dieser deutlich kleiner und weniger detailliert ausgearbeitet.